# Norges försvarsmakt
Norges försvarsmakt (norska: Forsvaret) är en norsk myndighet under Försvarsdepartementet. År 2019 hade det norska försvaret en personalstyrka på 15 917 personer varav 11 597 militärt anställda och 4 320 civilanställda. Utöver detta kom inneliggande värnpliktskull om 7 413 personer.  Därutöver är 45 000 krigsplacerade i Heimevernet.  Norge har värnplikt för både kvinnor och män (med 6-12 månaders utbildning) och är således könsneutral. Det började gälla från och med januari år 2015 från att tidigare ha varit frivillig tjänstgöring för kvinnor.
Kungen av Norge är formellt sett den högste befälhavaren. Norges försvarsdepartement och Norges försvarsmakt är från och med 2003 en integrerad myndighet med civil och militär personal. Försvarsmakten är uppdelad i försvarsgrenarna (Hæren, Sjøforsvaret, Luftforsvaret och Heimevernet) och de tre civila myndigheterna: Forsvarets forskningsinstitutt (FFI), Nasjonal sikkerhetsmyndighet och Forsvarsbygg.
Den största nationella militärövningen är Cold Response som hålls årligen med alla NATO-medlemmar inbjudna.

## Bildgaller

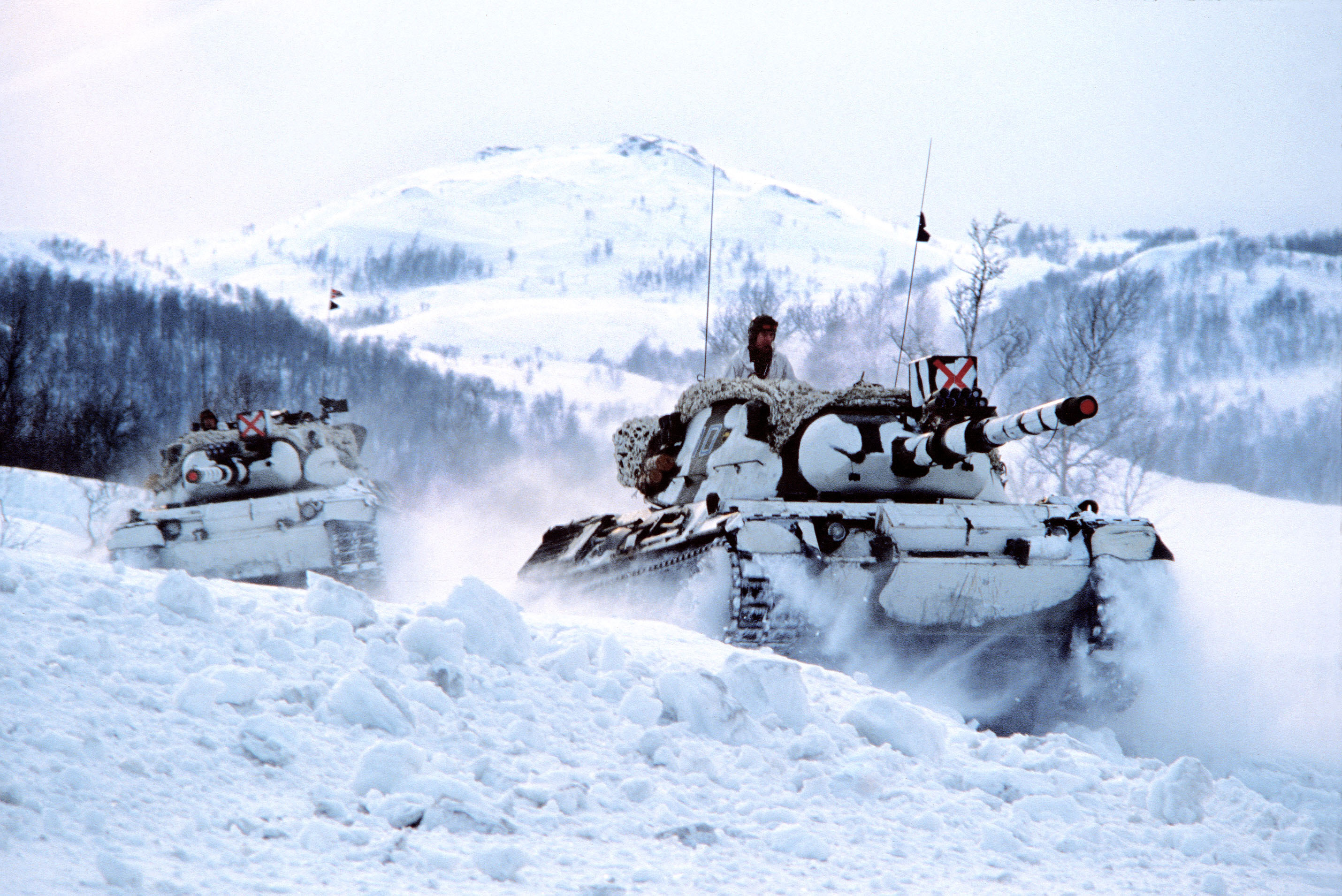
Norska Leopard 1-stridsvagnar.